# ФК «Крылья Советов» в сезоне 1991
Сезон 1991 — 48-й сезон «Крыльев Советов», в том числе 9-й сезон в третьем по значимости дивизионе СССР. По итогам чемпионата команда заняла 2-е место.

## Чемпионат СССР

### Турнирная таблица
| Место | Команда                   | И  | В  | Н  | П  | Мячи  | О  |
| ----- | ------------------------- | -- | -- | -- | -- | ----- | -- |
| 1     | «Асмарал» Москва          | 42 | 24 | 14 | 4  | 86—32 | 62 |
| 2     | «Крылья Советов» Куйбышев | 42 | 26 | 8  | 8  | 83—41 | 60 |
| 3     | «Торпедо» Владимир        | 42 | 26 | 5  | 11 | 79—40 | 57 |

### Результаты матчей
| 6 апреля 1991 7 тур | Торпедо (Волжский) | 1:1 | Крылья Советов |  |

| 19 апреля 1991 3 тур | КАМАЗ (Набережные Челны) | 1:2 | Крылья Советов |  |

| 22 апреля 1991 4 тур | Зенит (Ижевск) | 0:1 | Крылья Советов |  |

| 27 апреля 1991 5 тур | Крылья Советов | 1:1 | Асмарал (Москва) |  |

| 30 апреля 1991 6 тур | Крылья Советов | 2:0 | Волга (Тверь) |  |

| 12 мая 1991 8 тур | АПК (Азов) | 0:0 | Крылья Советов |  |

| 19 мая 1991 9 тур | Крылья Советов | 3:0 | Арарат-2 (Ереван) |  |

| 22 мая 1991 10 тур | Крылья Советов | 6:1 | Лори (Кировакан) |  |

| 28 мая 1991 11 тур | Старт (Ульяновск) | 2:0 | Крылья Советов |  |

| 31 мая 1991 12 тур | Сокол (Саратов) | 1:0 | Крылья Советов |  |

| 4 июня 1991 2 тур | Крылья Советов | 2:1 | Торпедо (Рязань) |  |

| 11 июня 1991 14 тур | Лада (Тольятти) | 1:0 | Крылья Советов |  |

| 15 июня 1991 1 тур | Крылья Советов | 3:1 | Торпедо (Владимир) |  |

| 18 июня 1991 15 тур | Крылья Советов | 4:2 | Дружба (Майкоп) |  |

| 21 июня 1991 16 тур | Крылья Советов | 2:0 | Цемент (Новороссийск) |  |

| 27 июня 1991 17 тур | Нарт (Черкесск) | 0:0 | Крылья Советов |  |

| 30 июня 1991 18 тур | Ахмат (Грозный) | 0:0 | Крылья Советов |  |

| 8 июля 1991 19 тур | Крылья Советов | 2:0 | Звезда (Пермь) |  |

| 11 июля 1991 20 тур | Крылья Советов | 4:0 | Гастелло (Уфа) |  |

| 16 июля 1991 21 тур | Металлург (Липецк) | 3:2 | Крылья Советов |  |

| 19 июля 1991 22 тур | Динамо (Брянск) | 1:3 | Крылья Советов |  |

| 2 августа 1991 23 тур | Крылья Советов | 2:1 | КАМАЗ (Набережные Челны) |  |

| 5 августа 1991 24 тур | Крылья Советов | 2:1 | Зенит (Ижевск) |  |

| 11 августа 1991 25 тур | Волга (Тверь) | 1:3 | Крылья Советов |  |

| 15 августа 1991 26 тур | Асмарал (Москва) | 0:0 | Крылья Советов |  |

| 20 августа 1991 27 тур | Крылья Советов | 3:2 | АПК (Азов) |  |

| 23 августа 1991 28 тур | Крылья Советов | 4:1 | Торпедо (Волжский) |  |

| 29 августа 1991 29 тур | Лори (Кировакан) | 1:3 | Крылья Советов |  |

| 1 сентября 1991 30 тур | Арарат-2 (Ереван) | 4:3 | Крылья Советов |  |

| 8 сентября 1991 31 тур | Крылья Советов | 2:1 | Старт (Ульяновск) |  |

| 11 сентября 1991 32 тур | Крылья Советов | 3:1 | Сокол (Саратов) |  |

| 20 сентября 1991 34 тур | Крылья Советов | 3:1 | Лада (Тольятти) |  |

| 27 сентября 1991 35 тур | Дружба (Майкоп) | 0:0 | Крылья Советов |  |

| 30 сентября 1991 36 тур | Цемент (Новороссийск) | 1:1 | Крылья Советов |  |

| 6 октября 1991 37 тур | Крылья Советов | 3:1 | Нарт (Черкесск) |  |

| 9 октября 1991 38 тур | Крылья Советов | 2:0 | Терек (Грозный) |  |

| 14 октября 1991 39 тур | Звезда (Пермь) | 0:2 | Крылья Советов |  |

| 17 октября 1991 40 тур | Гастелло (Уфа) | 3:1 | Крылья Советов |  |

| 22 октября 1991 41 тур | Крылья Советов | 2:1 | Металлург (Липецк) |  |

| 25 октября 1991 42 тур | Крылья Советов | 5:1 | Динамо (Брянск) |  |

| 31 октября 1991 43 тур | Торпедо (Владимир) | 2:0 | Крылья Советов |  |

| 3 ноября 1991 44 тур | Торпедо (Рязань) | 2:0 | Крылья Советов |  |

## Кубок СССР—СНГ
| 3 мая 1991 1/64 финала | Крылья Советов | 3:2 | Зенит (Санкт-Петербург) |  |

| 3 июля 1991 1/32 финала | Крылья Советов | 2:1 | Торпедо (Волжский) |  |

| 4 сентября 1991 1/16 финала | Крылья Советов | 2:2 | Торпедо (Москва) |  |

| 16 ноября 1991 1/16 финала | Торпедо (Москва) | 2:3 (д.в.) | Крылья Советов |  |

## Чемпионат РСФСР
В марте "Крылья Советов" выиграли зональные турниры первенства РСФСР в Азове и Анапе, одержав в шести матчах пять побед при одном поражении, стали победителями среди команд второй лиги, а осенью вышли победителями по итогам двух матчей с волгоградским "Ротором".
| 29 июля 1991 Финал | Крылья Советов | 2:0 | Ротор (Волгоград) |  |

| 11 ноября 1991 Финал | Ротор (Волгоград) | 2:2 | Крылья Советов |  |

## Турнир по футболу, посвященный 225 летию городаКрасноармейск
| 27 сентября 1991 1 тур | Ротор (Красноармейск) | –:– | Крылья Советов (ветераны) |  |

| 28 сентября 1991 2 тур | сборная РСФСР | –:– | Крылья Советов (ветераны) |  |